# Brassavola fragans
Brassavola fragans är en orkidéart som beskrevs av João Barbosa Rodrigues. Brassavola fragans ingår i släktet Brassavola och familjen orkidéer. Inga underarter finns listade i Catalogue of Life.